# Арабський салат
Арабський салат — будь-які різноманітні салатні страви, які є частиною арабської кухні. Арабські салати поєднують безліч різних фруктів та спецій, часто подаються як мезе, включають салати з Алжиру та Тунісу, такі як «алжирський салат» (Салата Жазаірія) та «салат із чорних оливкових та апельсинових» (Салатат Зайтун) та з Тунісу Салата Мачвія — салат, приготований на грилі з перцю, помідорів, часнику та цибулі з оливками та тунцем зверху; Сирії та Лівану, наприклад, «салат з артишоку» (Салатаф Хуршуф) та «Буряковий салат» (Салатат Шамандар) з Палестини та Йорданії. Іншими популярними арабськими салати, які їдять в усьому арабському світі, є фаттуш і табуле.
Рецепт арабського салату в журналі «Жіночий день» включає помідори, огірки та цибулю, нарізані кубиками. Арабський салат, який часто змішується з петрушкою та поєднується з соком свіжовичавленого лимона та оливкової олії, не містить салату. Усі овочі, окрім цибулі, залишають неочищеними, салат слід одразу ж подавати до столу. Інші варіації включають подавання зі смаженими скибочками лаваша або додавання сумаху до лимонно-олійної заправки. Серед палестинців арабський салат відомий як Салатат аль-Бундура («томатний салат») і в народі подається разом зі стравами з рису.
Подібні салати на Середньому Сході включають Перські салати ширазі та турецький чобан.